# Fabrice Hadjadj
Pour les articles homonymes, voir Hadjadj.
Fabrice Hadjadj, né le 15 septembre 1971 à Nanterre (Hauts-de-Seine), est un écrivain et philosophe français converti au catholicisme, directeur de l'Institut Philanthropos et membre du Conseil pontifical pour les laïcs. Il est l’auteur de nombreux ouvrages, essais et pièces de théâtre, dont plusieurs livres consacrés à la critique de la technologie moderne et au mode de vie contemporain. Plusieurs de ses textes ont été distingués par des prix.

## Biographie

### Jeunesse et études
Fabrice Hadjadj est né en 1971 dans une famille de tradition juive d'origine tunisienne ; ses parents sont alors militants maoïstes à l'université Paris-Nanterre mais conservent néanmoins la célébration des rites de Kippour et Pessa'h en famille.
Son père Bernard Hadjadj étant alors diplomate pour l'Unesco et la mission française de coopération et d'action culturelle, il le suit dès l'âge de 13 ans dans ses affectations successives en Haïti, au Bénin, à Djibouti. Il restera profondément marqué par la rencontre avec la culture noire, notamment haïtienne, dont il apprendra le créole, et découvrira les artistes tels que Frankétienne, Lyonel Trouillot, Jean-Louis Sénatus, Émeline Michel et Master Dji (en), pionner du hip-hop haïtien qui l'initiera au travail de studio.
De retour en France et après avoir commencé une année de mathématiques supérieures, il se réoriente finalement vers l'Institut d'études politiques de Paris et poursuit ensuite des études de philosophie à la Sorbonne, dont il  est agrégé.

### Parcours
En 1995, il fait paraître son premier ouvrage : Objet perdu, un collectif d'inspiration nihiliste qu'il dirige en collaboration avec Claude Alexandre et John Gelder et auquel collabore notamment Michel Houellebecq.
Il consacre la plupart de ses essais à la question du salut, de la technique et du corps, s'inspirant notamment d’Aristote, de Thomas d’Aquin, de Heidegger, d’Emmanuel Lévinas et de Günther Anders.
En 2012, après avoir vécu plusieurs années à Vins-sur-Caramy dans le Var, près de Brignoles où il enseigne la philosophie en lycée, il s'installe à Fribourg en Suisse où il dirige l'Institut Philanthropos.
En avril 2025 est annoncée la nomination de Vincent Aubin pour prendre sa suite comme directeur de Philanthropos, en prévision du départ de Fabrice Hadjadj en Espagne pour le lancement de l'Institut Incarnatus, inspiré du projet suisse.

## Vie privée

### Famille
En 2001, il épouse la comédienne et metteur en scène Siffreine Michel, formée à la Classe Libre du Cours Florent. Ensemble, ils ont dix enfants,.

### Convictions politiques et religieuses
Il se déclare athée et anarchiste jusqu'en 1998, date à laquelle il se convertit au catholicisme, lorsqu'une maladie sérieuse de son père le pousse à entrer dans l'église Saint-Séverin du Quartier latin et à prier la Vierge Marie,.
Il est oblat bénédictin de l'abbaye de Solesmes, où il a été baptisé et se présente comme « juif de nom arabe, de confession catholique et de langue française »,.

## Œuvre
Fabrice Hadjadj a publié une quarantaine de livres, dans plusieurs genres littéraires :
- le théâtre : À quoi sert de gagner le monde (2002)[16], Massacre des Innocents (2006)[17], Pasiphaé (2009)[18], Jeanne et les Posthumains (2015) ;
- l'essai : Et les violents s'en emparent (1999), La Terre chemin du ciel (2002), Réussir sa mort (2005), La Profondeur des sexes (2008), La Foi des démons ou l'Athéisme dépassé (2009), Le Paradis à la porte (2011) ;
- le livre d'art : Passion Résurrection avec Arcabas[19] (2004), L'Agneau mystique : le retable des frères Van Eyck (2008), Jugement dernier, le retable de Beaune de Rogier van der Weyden (2010).
- le roman et le conte: trilogie de L'Attrape-Malheur (2020-2022), La petite fille blanche (2024)
- le récit de type midrashique: Noé (2025),

Depuis 2015, il est conseiller de rédaction de la revue d'écologie intégrale Limite. Comme les autres contributeurs, lecteurs de Karl Marx, de Jacques Ellul et d'Ivan Illich, il collabore à sa mesure au développement d'une pensée critique du capitalisme industriel, de l'idéologie de la croissance et de la consommation.
Également musicien, en 2017 il écrit et enregistre l'album de chansons Nos vies quotidiennes, et collabore la même année avec Marguerite Chauvin et Vincent Laissy sur l'album Les Circonstances, dont il écrit les textes.

## Collaborations
Il contribue régulièrement au magazine d'art contemporain Artpress, au Figaro littéraire, à La Vie, au magazine de littérature Transfuge, à la revue d'écologie Limite ou au journal La Décroissance. Depuis septembre 2022, il coanime l'émission Matière à penser sur Radio Notre Dame avec Galdric Drapé.

## Publications

### Essais
- Tetsuo-Marcel Kato (Ouvrage de Hadjadj écrit sous pseudonyme), Traité de Bouddhisme à l'usage du bourgeois d'Occident (Essai), Paris, Parc, coll. « Collection grise 10 x 15 », 1998, 80 p. (ISBN 2-912010-05-5, présentation en ligne)
- Et les violents s'en emparent : Coups de grâce, Saint-Victor-de-Morestel, Les Provinciales, 1999, 200 p. (ISBN 2-912833-02-7, présentation en ligne)
- La Terre chemin du ciel, Paris / Saint-Victor-de-Morestel, Cerf / Les Provinciales, coll. « Les Provinciales », 2002, 96 p. (ISBN 2-204-07086-6, présentation en ligne)
- Réussir sa mort : Anti-méthode pour vivre, Paris, Presses de la Renaissance, 20 octobre 2005, 408 p., 150 × 225 mm (ISBN 978-2-7509-0037-3, présentation en ligne) — Grand Prix catholique de littérature 2006. Réédition : Seuil, coll. « Points », 2010 (Fiche du livre sur EVENE)
- La Profondeur des sexes : Pour une mystique de la chair, Paris, Seuil, coll. « Les dieux et les hommes », 2008, 313 p. (ISBN 978-2-02-096010-6, présentation en ligne) — Réédition : Seuil, coll. « Points / Essais », 2011  (ISBN 978-2-7578-2180-0)
- La Foi des démons ou l'Athéisme dépassé, Paris, Salvator, coll. « Forum », 2009, 298 p., 14 × 22 cm (ISBN 978-2-7067-0625-7, présentation en ligne) — Prix de littérature religieuse 2010. Réédition : Albin Michel, coll. « Espaces libres », 2011
- Le Paradis à la porte : Essai sur une joie qui dérange, Paris, Seuil, coll. « Les dieux et les hommes », 2011, 498 p. (ISBN 978-2-02-098836-0, présentation en ligne)
- Comment parler de Dieu aujourd'hui : Anti-manuel d'évangélisation, Paris, Salvator, coll. « Forum », 2012, 219 p. (ISBN 978-2-7067-0941-8, présentation en ligne)
- Puisque tout est en voie de destruction : Réflexions sur la fin de la culture et de la modernité, Paris, Le Passeur, 2014, 192 p. (ISBN 978-2-36890-103-8, présentation en ligne)
- Qu'est-ce qu'une famille ? : Suivi de La Transcendance en culottes, Paris, Salvator, 2014, 253 p. (ISBN 978-2-7067-1116-9, présentation en ligne)
- L'Aubaine d'être né en ce temps : pour un apostolat de l'apocalypse, Paris, Éditions de l'Emmanuel, 2015, 64 p. (ISBN 978-2-35389-482-6)
- Résurrection, mode d’emploi, Paris, Magnificat, 2016, 208 p. (ISBN 978-2-917146-46-0, présentation en ligne)
- Dernières nouvelles de l'homme (et de la femme aussi), Tallandier, 2017, 340 p.
- À moi la gloire, Salvator, 2019, 158 p. (présentation en ligne)
- Être père avec saint Joseph : Petit guide de l'aventurier des temps postmodernes, Magnificat, 13 mai 2021, 288 p. (ISBN 978-2917146934, présentation en ligne)
- Encore un enfant ? : une diatribe et un essai, Mame, 18 mars 2022, 128 p. (ISBN 978-2728929108, présentation en ligne)
- Des loups déguisés en agneaux - penser les abus dans l'Eglise, Paris, Cerf, 2024, 192 p. (ISBN 978-2204159203).
- Écologie tragique, Mame, 2024, 208 p. (ISBN 978-2728933525).
- Le Dieu des bêtes : Somme zoothéologique, Desclée de Brouwer, 6 novembre 2024, 336 p. (ISBN 978-2220098586, présentation en ligne)
- Tom Cruise et sa mission : Impossible, Première partie, 15 mai 2025, 152 p. (ISBN 978-2-36526-411-2)

### Théâtre
- À quoi sert de gagner le monde : Une vie de saint François Xavier, Saint-Victor-de-Morestel, Les Provinciales, 2002, 120 p. (présentation en ligne)Réédition :Les Provinciales, 31 janvier 2004  (ISBN 978-2912833105)
- Fabrice Hadjadj et Gérard Breuil, La Salle capitulaire, Saint-Victor-de-Morestel, Les Provinciales, 2003, 64 p. (présentation en ligne)
- Arcabas et Fabrice Hadjadj (préf. Paul Poupard), Passion Résurrection, Paris, Cerf / CFRT, coll. « Images & Beaux livres », avril 2004 (réimpr. 2007), 128 p. (ISBN 2-204-07359-8, présentation en ligne)Texte de Hadjadj : « Gabbatha »
- Massacre des innocents : Scènes de ménage et de tragédie, Saint-Victor-de-Morestel, Les Provinciales, 2006, 204 p. (présentation en ligne)
- Pasiphaé : ou comment l'on devient la mère du Minotaure, Paris, Desclée de Brouwer, coll. « Littérature ouverte », 26 février 2009, 149 p. (ISBN 978-2-220-06092-7, présentation en ligne)
- Job ou la Torture par les amis : théâtre, Paris, Salvator, mars 2011, 60 p., 13 × 20 cm (ISBN 978-2-7067-0820-6, présentation en ligne)
- Rien à faire : Solo pour un clown, Magnanville, Le Passeur, 29 août 2013, 78 p. (ISBN 978-2-36890-058-1, présentation en ligne)
- Jeanne et les Posthumains ou le Sexe de l'ange, Clichy/Paris, Ed. de Corlevour, coll. « De bas en haut », mars 2015, 139 p. (ISBN 978-2-37209-010-0)
- La Conversion de Don Juan, Paris, Ad Solem, 2018
- Le Retour d'Hercule, Ed. de Corlevour, janvier 2022, 128 p. (ISBN 978-2-37209-096-4)

### Récits
- L'Attrape-malheur : Entre la meule et les couteaux, t. 1, Genève/impr. en Lettonie, Joie de lire, septembre 2020, 278 p. (ISBN 978-2-88908-518-7, présentation en ligne)
- L'Attrape-malheur : Des forêts aux foreuses, t. 2, Genève/impr. en Lettonie, Joie de lire, avril 2021, 480 p. (ISBN 978-2-88908-547-7, présentation en ligne)
- L'Attrape-malheur : Un berceau dans les batailles, t. 3, Joie de lire, août 2022, 456 p. (ISBN 978-2-88908-604-7, présentation en ligne)
- La petite fille blanche... : et autres contes de Noël, Salvator, septembre 2024, 122 p. (ISBN 978-2-7067-2778-8, présentation en ligne)
- Noé : Commencer à la fin du monde, Salvator, février 2025, 112 p. (ISBN 978-2-7067-2820-4)

### Essais sur l'art
- Philippe Barbarin et Fabrice Hadjadj, Jardins intérieurs, regards croisés sur l'art et la foi, Parole et Silence, 2007, 189 p.
- L'Agneau mystique : Le retable des frères Van Eyck, Paris, L'Œuvre, 2008, 80 p., 300 × 300 mm (ISBN 978-2-35631-020-0, présentation en ligne)
- Jugement dernier : Le retable de Beaune, Paris, L'Œuvre, 2010, 80 p., 300 × 300 mm (ISBN 978-2-35631-075-0, présentation en ligne) — Essai/commentaire sur le retable du Jugement dernier de Rogier van der Weyden
- Philippe Fretz (Textes de Didier Ottaviani, Fabrice Hadjadj et Stéphanie Lugon), Divine chromatie : cf. La divine comédie de Dante Alighieri, Lausanne, art&fiction, 2019, 164 p. (ISBN 978-2-940570-69-0, présentation en ligne)Texte de Hadjadj : « Trois couleurs Dante »

### Entretiens
- Fabrice Hadjadj et Fabrice Midal, Qu'est-ce que la vérité ?, Paris, Salvator, coll. « Controverses », 22 septembre 2010, 112 p., 13 × 20 cm (ISBN 978-2-7067-0769-8, présentation en ligne)

- Fabrice Hadjadj et Dominique Rey, L'héritage et la promesse, Onésime 2000, 4 avril 2011, 116 p. (ISBN 978-2917299111)

- Natacha Polony, Fabrice Hadjadj et Paul Préaux, Chrétiens français ou Français chrétiens, Paris, Salvator, 2017, 128 p. (ISBN 978-2-7067-1537-2, présentation en ligne)

### Articles en ligne
- « La personne, la transcendance et l’État. La laïcité n’est pas l’anti-religion », Revue du Mauss, vol. 1, no 49,‎ 2017, p. 319-326 (lire en ligne)
- « Contre la “saine famille” : À propos d’un texte de Michel Serres », Études, t. 418, no 4,‎ 2013, p. 461-472 (lire en ligne)
- « Mozart, ou le poids de la légèreté », Études, t. 410, no 3,‎ 2009, p. 365-376 (lire en ligne)

## Distinctions
- 2006 : Grand prix catholique de littérature pour Réussir sa mort : anti-méthode pour vivre.
- 2009 : Prix du Cercle Montherlant – Académie des Beaux-Arts pour L’Agneau mystique, le retable des frères Van Eyck[22].
- 2010 : Prix de littérature religieuse pour La Foi des démons[23].
- 2013 : Prix spiritualités d'aujourd'hui pour Comment parler de Dieu aujourd’hui[24].
- 2020 : Prix du cardinal Lustiger décerné par l'Académie Française[25].
- 2020 : Nomination au Prix Vendredi pour l'Attrape-Malheur : Entre la meule et les couteaux[26]

Le 6 février 2014, il est nommé membre du Conseil pontifical pour les laïcs,.
Le 21 mars 2025, l'Université Catholique de Valence (en) lui décerne le titre de docteur honoris causa.